# Zhing zhong
Zhing zhong，津巴布韦俚语，用来指代中国制造的廉价、伪冒、品质低劣的商品。该词也被当地人用于贬称中国人本身，被视为带有种族歧视与嘲讽意味。

## 词源
“Zhing Zhong”最初被津巴布韦人用以指代假冒伪劣的中国商品。一说认为源自当地人对中国人汉语口音的模仿，就有如西方人的“ching-chong”一般。另一说认为该词起源于中国商贩向当地顾客推荐商品时，会反复说「正宗」（普通话：zhèng zōng；粤语：zing3 zung1）一词，但由于所售商品多为劣质品，导致当地人反感，因此用类似发音的“Zhing Zhong”作为嘲讽反语，进而成为中国商品和中国人的贬义称呼。

## 使用
21世纪初，随着大量中国商人和店主涌入，进口价廉质次的消费产品到津巴布韦，“Zhing Zhong”这个词开始在津巴布韦流行起来。学者认为“Zhing Zhong”这一带有种族歧视色彩的语言标签之所以会流行，不仅反映了津巴布韦消费者对中国劣质商品的失望，也揭示了普通民众对中国在津巴布韦的政治与经济角色的反感，体现出对于中国破坏非洲的工业体系与「新殖民主义」的焦虑和愤怒。

## 其他
在南非和博兹瓦纳，则用“Fong Kong”一词作为伪劣中国商品的贬称，类似于津巴布韦所使用的“Zhing Zhong”。